# آلتو تاکواری
آلتو تاکواری (به پرتغالی: Alto Taquari) یک در برزیل است که در ماتو گروسو واقع شده است.

## خصوصیات
آلتو تاکواری ۱٬۳۹۴٫۷۶۰ کیلومترمربع مساحت و ۶٬۳۲۱ نفر جمعیت دارد و ۸۵۱ متر بالاتر از سطح دریا واقع شده است.